# Gornje Selo (Opatija)
Pour les articles homonymes, voir Gornje Selo.
Gornje Selo est une localité de Croatie située dans la municipalité d'Opatija et dans le comitat de Primorje-Gorski Kotar.